# Liman
|  | «Lyman» redirigeix aquí. Vegeu-ne altres significats a «Lyman (desambiguació)». |

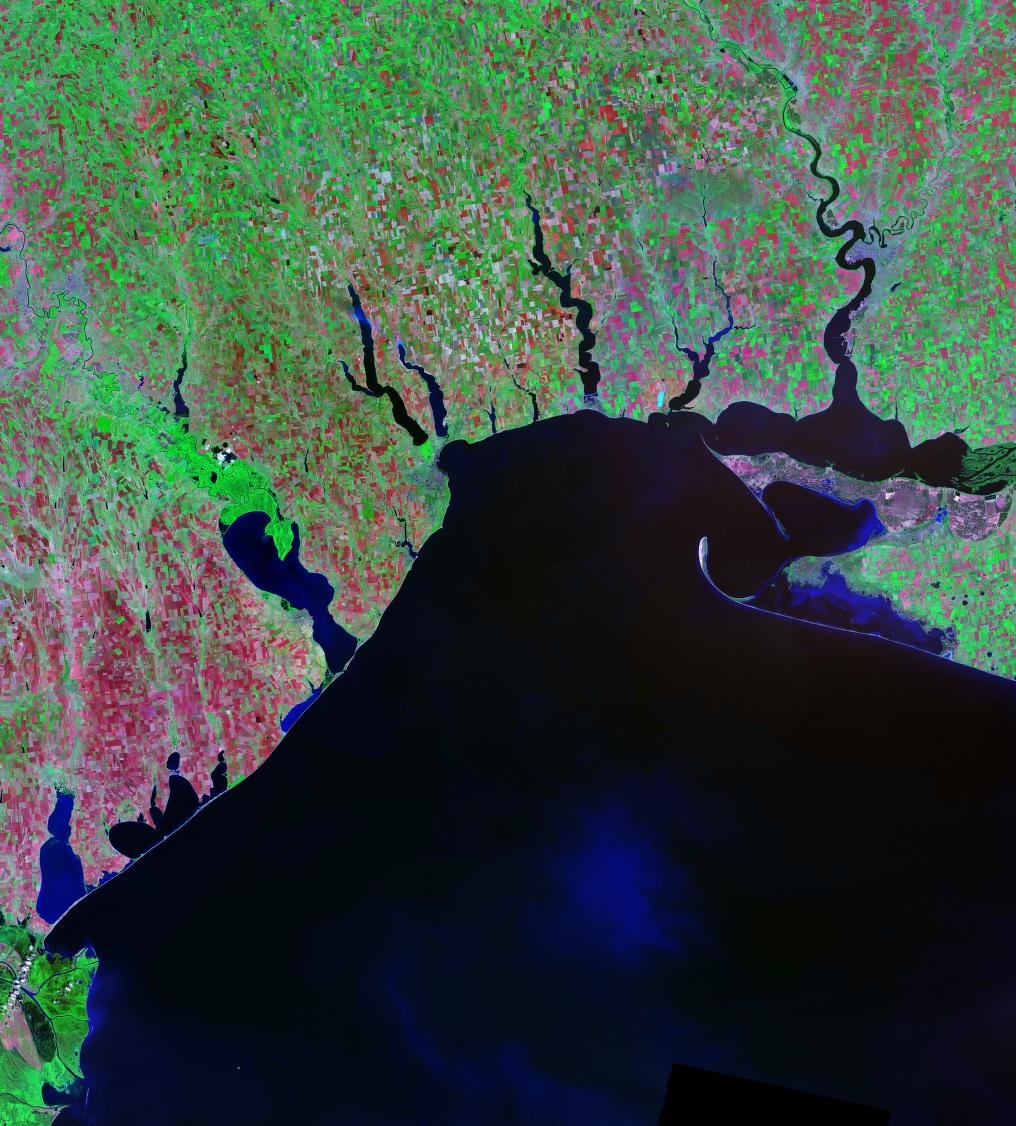
Imatge de satèl·lit d'un tram de la costa nord de la mar Negra, entre la frontera amb Romania i el liman del Dnipró-Buh Meridional

Un liman (ucraïnès: лима́н, lyman; romanès: liman; rus: лиман, (liman); turc: liman; grec medieval: λιμένας) és un estuari o desembocadura d'un riu, molt ample i gairebé tancat per un cordó litoral o barra de sediments. Els limans poden ser marítims (quan la barra de sorra es crea per l'acció del corrent marí) o fluvials (quan el cordó es crea pel flux d'un riu major a la confluència amb un altre.

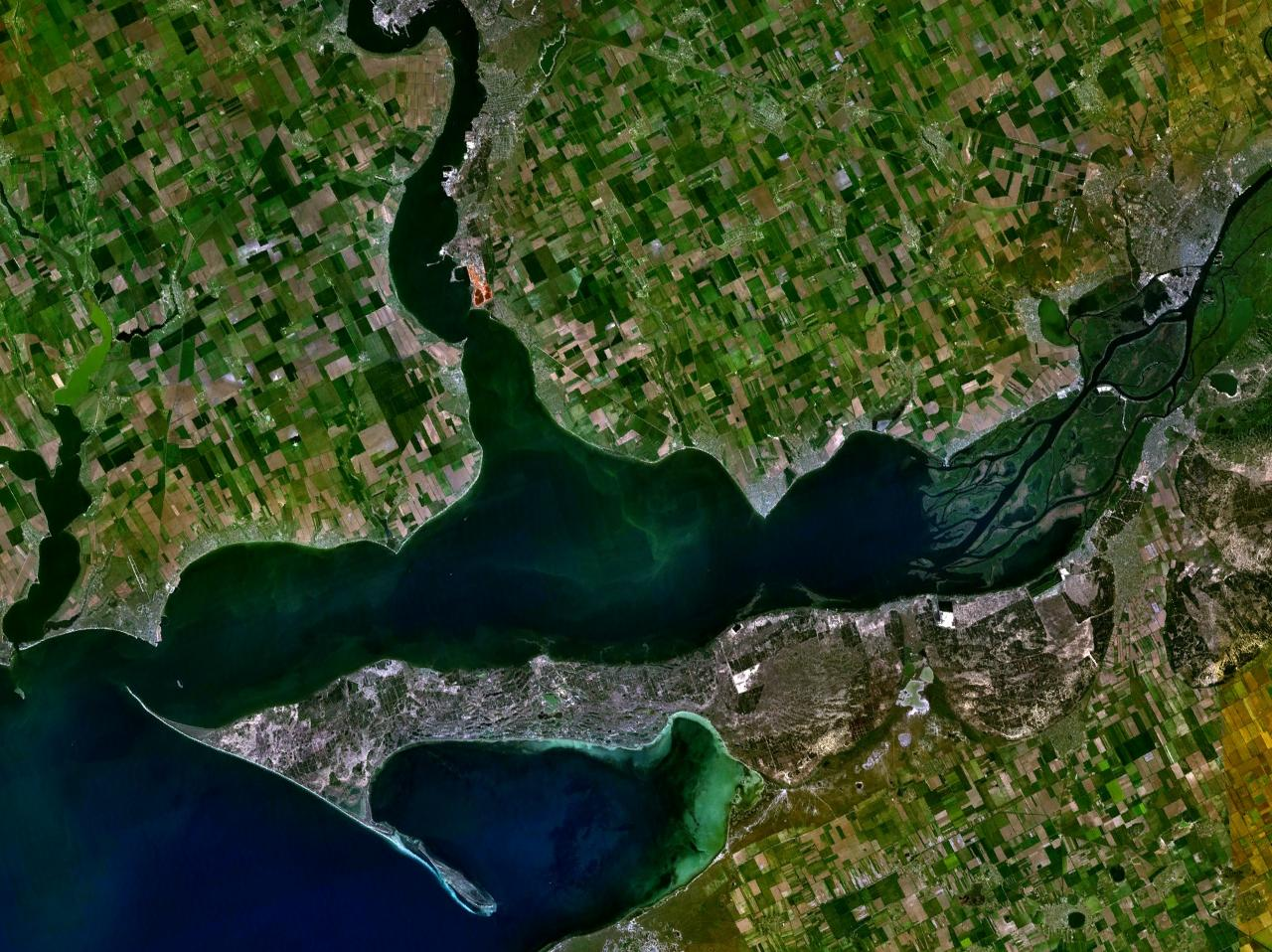
El liman més petit del Buh Meridional es barreja amb el més gran del Dnipró per formar el liman del Dnipró-Buh

El liman resulta d'una sèrie de circumstàncies. En particular, quan un riu desemboca en una mar molt arenosa on la vora és sensiblement rectilínia. Així, la deriva litoral transporta sorra constantment, es va dipositant a la boca de l'estuari i pot formar un o més estanys en comunicació amb la mar. En aquest sentit, s'assemblen a les nostres albuferes o estanys (en l'ús de la Catalunya nord), per una banda, i a les ries cantàbriques en la seva amplada per altra.
El terme liman s'usa sobretot per descriure les formacions hidrogràfiques típiques a la mar Negra, la mar d'Azov i la part baixa del curs del Danubi. Hi ha gran quantitat de limans a Ucraïna, com també a Bulgària, Romania i Rússia. Etimològicament, la paraula prové del grec medieval λιμένας, que vol dir badia o port, paraula que va ser disseminada pels turcs en ocupar les costes occidentals i septentrionals de la mar Negra, amb el sentit de port. Després va ser adoptada pels ucraïnesos, búlgars, romanesos i russos per definir el liman del Dnister. A Rússia, el terme també s'usa a vegades per descriure rades o ries a la mar d'Azov i altres costes, on l'estuari no és tancat per una barra de sorra, com ara el Liman d'Anadyr (rus: Анадырский Лиман, Anadyrskii Liman) o estuari de l'Anadyr, al Golf d'Anadyr (mar de Bering), ókrug autònom de Txukotka, Sibèria.

## Alguns limans

### ABulgària
- Llac Varna (búlgar: Варненско езеро, Varnensko ezero)

### ARomania
- Llac Razelm o Razim (romanès: Lacul Razim o Lacul Razelm)

### AUcraïna
(començant a la frontera amb Romania al sud-oest i seguint la costa de la mar Negra cap a l'est fins a arribar a la mar d'Azov)

#### Elslimans de Tatarbunary
Al raion de Tatarbunary, entre Vylkove a la frontera romanesa i Tatarbunary, a l'óblast d'Odessa (aquests limans s'assemblen més a la nostra albufera i s'anomenen sovint "llac", tot i que són llacs salats)
- Llac o liman de Sassyk o liman de Kunduk (Сасик o Кундук), homònim d'un altre liman a Crimea
- Llac Burnàs (озеро Бурнас, ózero Burnàs, o лиман Бурнас, liman Burnàs) - al raion (la comarca) de Tatarbunary
- Liman d'Alibei ((лиман Алібей, liman Alibei), ara dividit per una presa entre el liman d'Alibei i el llac de Khadjyder (oзеро Хаджидер, ózero Khadjyder), alimentat pel riu homònim.
- Llac de Xahany (Шагани)

#### Limans prop d'Odessa
Seguint la costa cap a l'est, prop de d'Odessa, a l'óblast d'Odessa
- Liman del Dniéper (ucraïnès: Дністро́вський лима́н, Dnistrovskyi liman), a Bílhorod-Dnistrovskyi i Serhíïvka, entre altres poblacions
- Liman de Khadjybei (Хаджибейський лиман, Khadjybeiskyi liman), a Odessa
- Liman del Kuiàlnyk (Куяльницький лиман, Kuiàlnytskyi liman), just al nord d'Odessa

#### Limans dels óblasts deMikolaiviKherson
- Liman del Tylihul (Тилігу́льський лима́н, Tylihulskyi liman), prop de la ciutat costanera de Iujne (Южне), entre les óblasts d'Odessa i Mikolaiv
- Liman Berezanskyi (Березанський лиман, Berezanskyi liman), desemboca a la mar Negra a Otxàkiv (Очаків), a l'óblast de Mikolaiv
- Liman del Buh Meridional (Бузький лиман, Buzkyi liman), la part abans de desemboca al liman del Dnipró o del Dnipró-Buh entre les poblacions de Dmytrivka i Oleksandrivka, a l'óblast de Mikolaiv
- Liman del Dnipró-Buh (Дніпровсько-Бузький лиман, Dniprovsko-Buzkyi liman), desemboca a la mar Negra també a Otxàkiv (Очаків), i es troba entre les óblasts de Mikolaiv i Kherson.

#### Limans deCrimea
La majoria d'aquests no es poden considerar limans en el sentit propi de la paraula, per no estar associats a rius. Es poden considerar més aviat albuferes. També són anomenats llacs (озеро, ózero).
- El sistema d'albuferes de Syvaix o "mar Podrida" (ucraïnès: Сива́ш, Гниле́ Мо́ре, Syvaix, Hlyné More; tàtar de Crimea: Sıvaş, Çürük Deñiz; rus: Сиваш, Гнилое Море, Sivaix, Glinóie Mórie), a la costa de la mar d'Azov, una part del qual és parc nacional. Està separat de la mar d'Azov pel cordó litoral, barra de sorra o "fletxa" d'Arabat (ucraïnès: Араба́тська стрі́лка, transcrit: Arabatska strilka; rus: Арабатская стрелка, transcrit: Arabàtskaia strielka; tàtar de Crimea: Arabat beli).
- El llac salat de Donuzlav (ucraïnès: Донузлав)
- El llac salat de Sasyk (ucraïnès: Сасик), homònim d'un altre liman a l'óblast d'Odessa.
- El llac salat de Sakske (ucraïnès: Са́кське о́зеро, Sakske ózero; tàtar de Crimea: Saq gölü; rus: Сакское озеро, Sakskoie ózero)
- El llac de Aktaske (Актаське озеро, Aktaske ózero), a la mar d'Azov vora Sxolkine.

#### Limans de lamar d'Azov
- Liman de l'Utliuk (Утлюцький лиман, Utliutskyi liman). Aquest liman, irrigat pel riu Velykyi Utliuk, entre d'altres, desemboca prop del municipi de Henitxesk (Генічеськ). El separa de la mar d'Azov la punta de Fedótov o punta Fedótova (коса Федотова) i l'illa de Byriutx (Бирюч), molt prop del sistema de l'albufera del Syvaix o "mar Podrida" (ucraïnès: Сива́ш, Гниле́ Мо́ре, Syvaix, Hlyné More; tàtar de Crimea: Sıvaş, Çürük Deñiz; rus: Сиваш, Гнилое Море, Sivaix, Glinóie Mórie), contribuint a crear la barra de sorra d'Arabat (ucraïnès: Араба́тська стрі́лка; rus: Арабатская стрелка; tàtar de Crimea: Arabat beli).
- Liman del Molotxna (Молочний лиман, Molotxnyi liman), tocant al liman d'Utliuk, prop de Kyrylivka

### ARússia

#### Limans a la mar d'Azov
- Liman del Mius (Миусский лиман, Miuskii liman, 33 km de llarg), on el riu Mius (rus: Миус, ucraïnès: Міус), que neix a Ucraïna, rep les aigües del Krynka i després entra a Rússia i per acabar desemboca a la mar d'Azov.
- Liman del Iéia (Е́йский лима́н, Iéiskyi liman) - on desemboca el riu Iéia (Е́я). És el liman més gran de la regió russa de Caucas del Nord
- Liman del riu Beissug (Бейсу́гський Лима́н) - un dels liman que forma el riu Beissug (Бейсу́г) a la seva fi. Aquest liman també és alimentat pel riu Txelbàs (Челбас).
- Liman d'Akhtaniz (Ахтанизовський лиман) - al krai de Krasnodar
- Liman de l'Akhtar (Ахтарський лиман, Akhtasrskii liman) - al krai de Krasnodar

De fet, la mar d'Azov mateixa vindria a ser similar a un enorme liman entre Ucraïna i Rússia, a la desembocadura del riu Don, tot i que no el tanca una barra de sorra sinó unes penínsules que gairebé es troben, deixant només l'estret de Kertx obert a la mar Negra.

## Galeria d'imatges

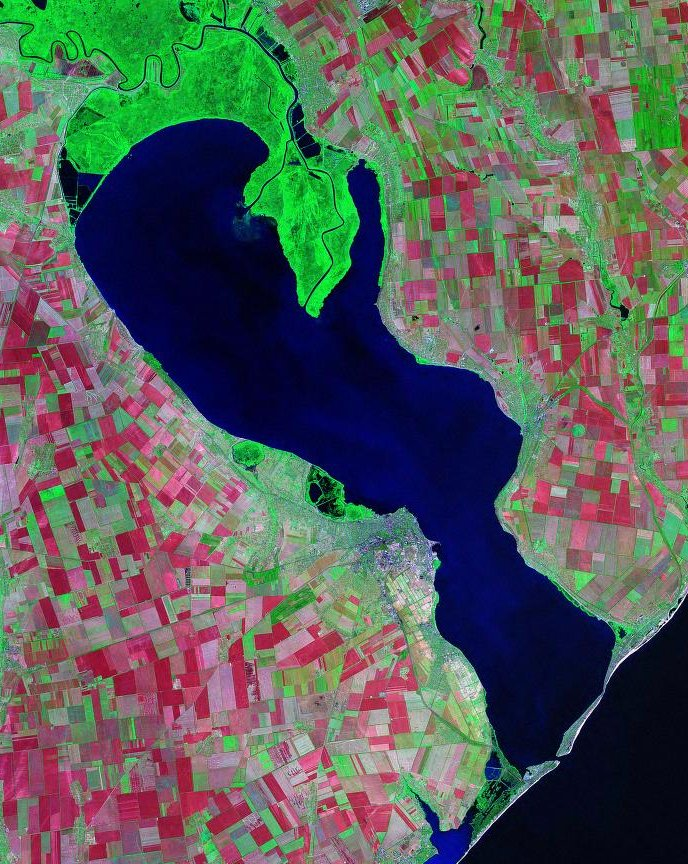
La desembocadura del Dnister formant el liman del Dnister, a Ucraïna.
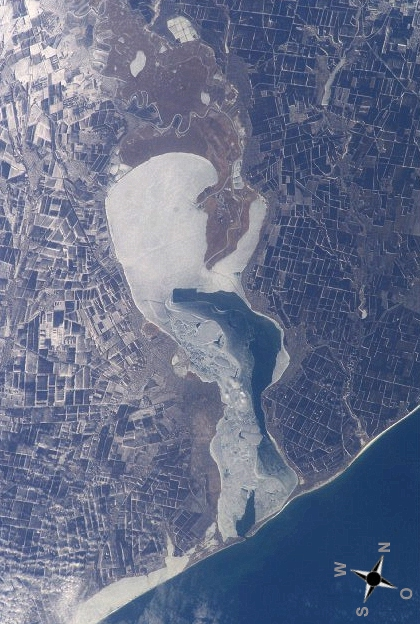
El liman del Dnister congelat.
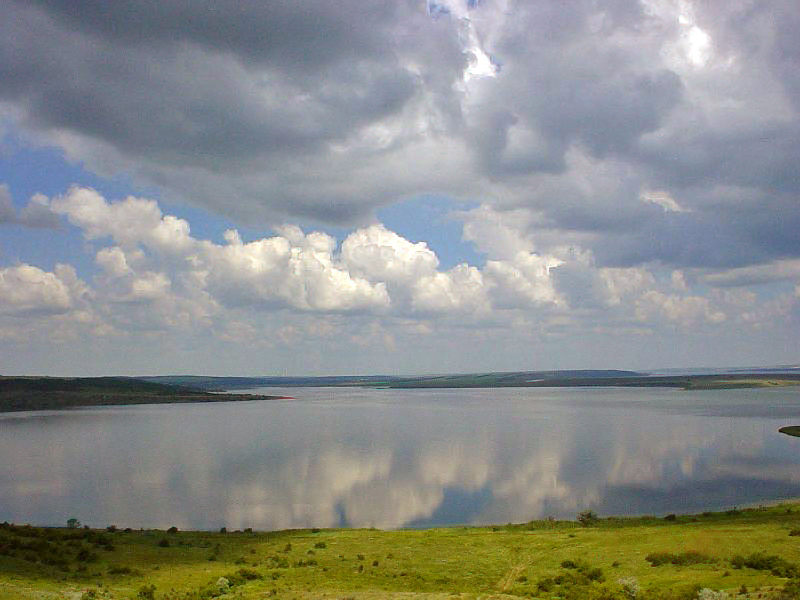
Un altre dels limans prop d'Odessa: el liman del Tylihul (Тилігу́льський лима́н, Tylihulskyi liman), entre l'óblast d'Odessa i la de Mikolaiv.
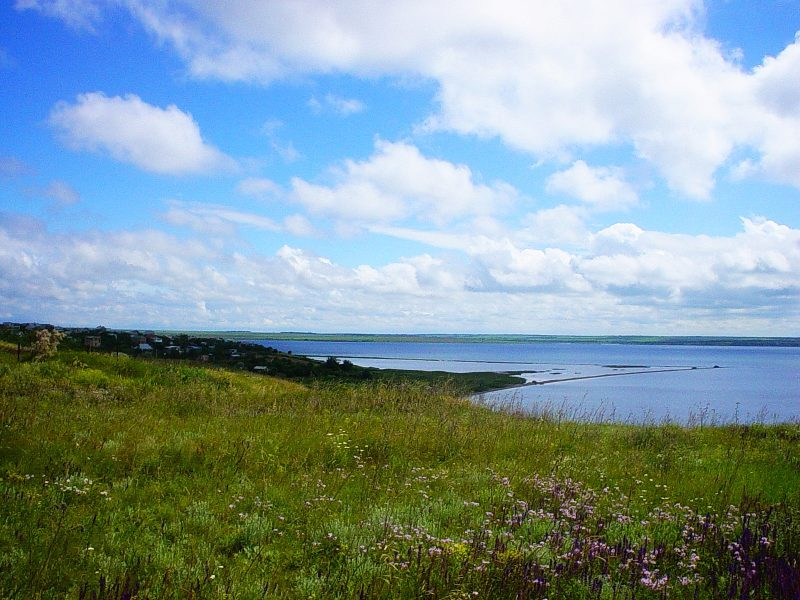
Vista de la barra de sorra o cordó litoral Punta Ranjeva (Ranjeva kossa) i el liman del Tylihul.
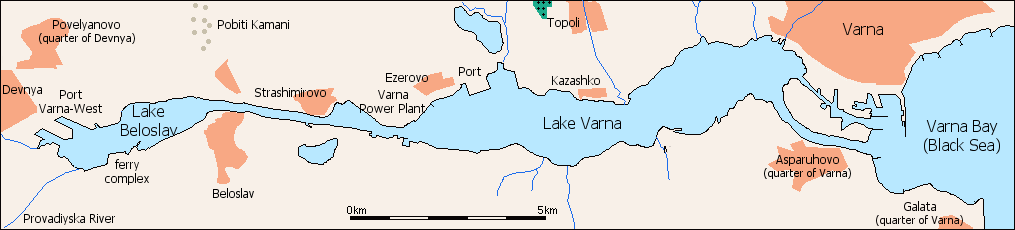
Mapa del llac Varna, a Bulgària (anglès)
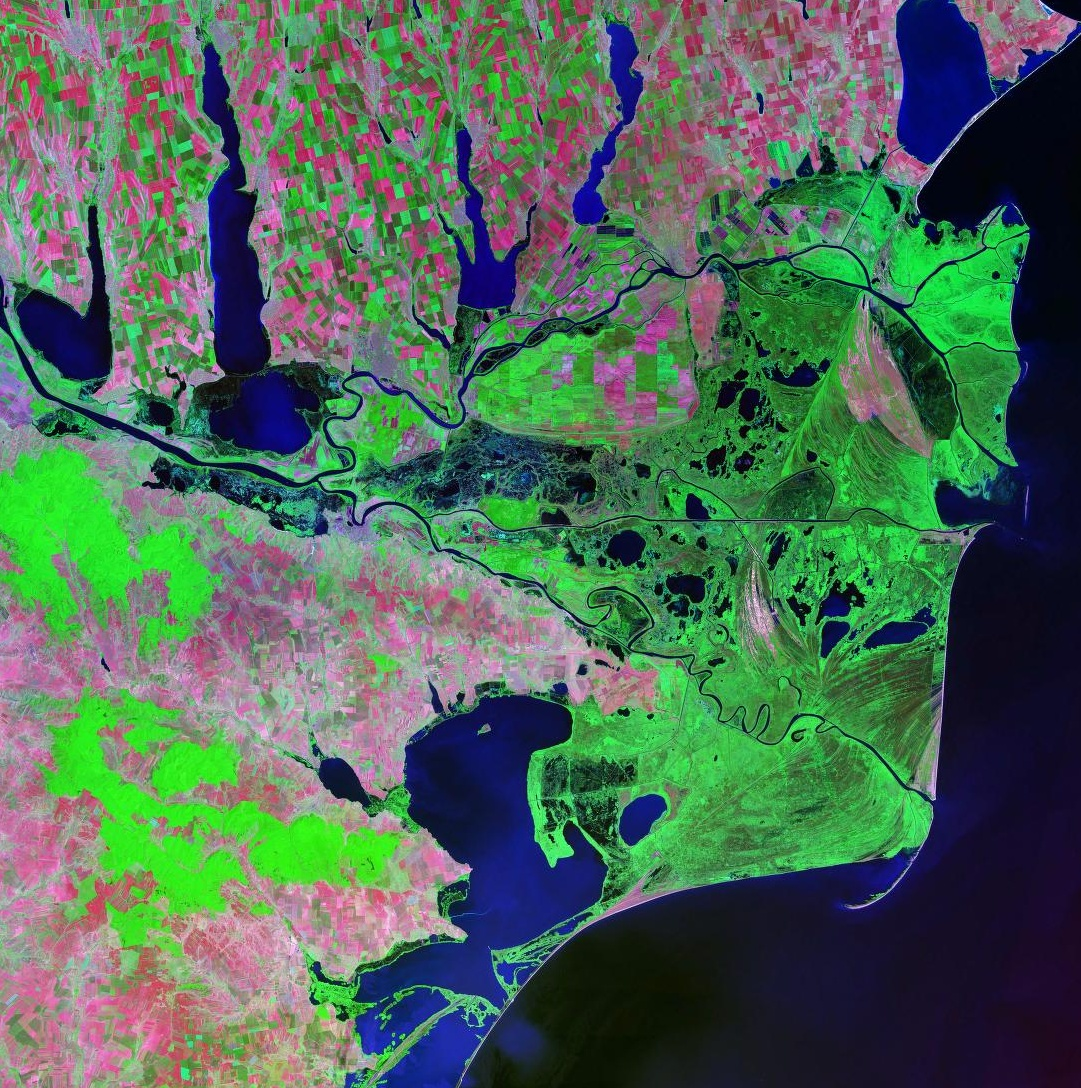
El delta del Danubi amb el Llac Razelm o Razim al sud, a baix de tot (Romania), més 4 llacs el que es podrien considerar limans fluvials a Ucraïna, "desembocant" al Danubi i al seu braç nord al delta.
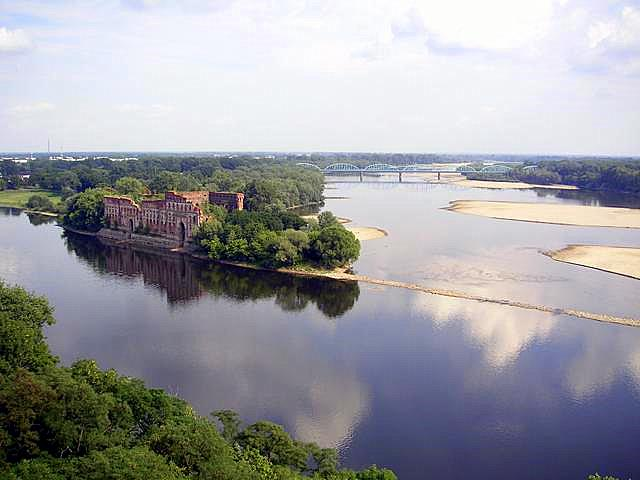
El que es podria anomenar un liman fluvial (tot i que en aquest cas no és conegut com a liman), on el riu Narew o Nàrev desemboca al Vístula, a Modlin, Polònia
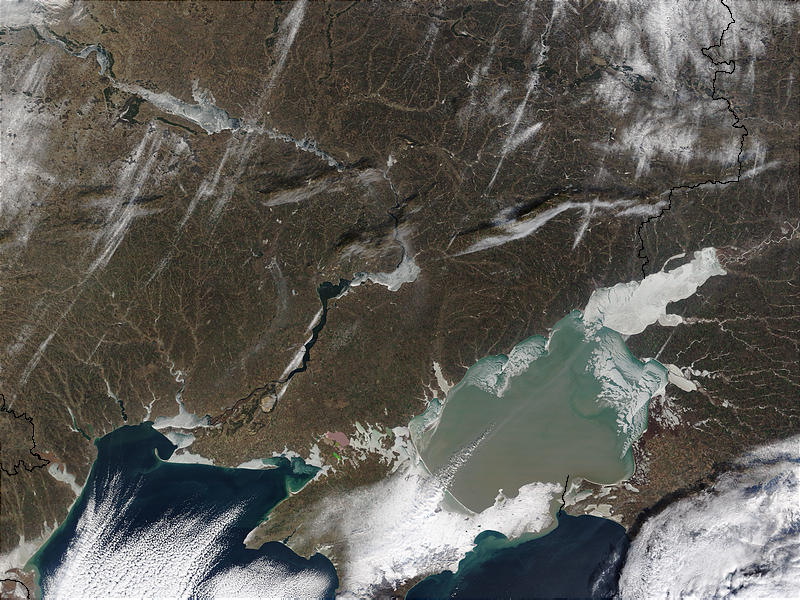
La mar d'Azov amb limans congelats. Es pot apreciar el del Molotxna a la costa nord, ucraïnesa, com també l'estuari del riu Don i els limans del Iéia i del Beissug a la costa sud, de Rússia.